# Cent trenta-sis
El nombre 136 (CXXXVI) és el nombre natural que segueix el nombre 135 i precedeix el nombre 137.
La seva representació binària és 10001000, la representació octal 210 i l'hexadecimal 88.
La seva factorització en nombres primers és 23×17; altres factoritzacions són 1×136 = 2×68 = 4×34 = 8×17.
És el nombre triangular d'ordre 16; és un nombre 4-gairebé primer: 2 × 2 × 2 × 17 = 136.